# Chena River
Chena River este un râu cu o lungime de 160 km, care izvorăște din White Mountains, regiunea centrală Interior, Alaska. Râul curge spre vest și se varsă la Fairbanks în Tanana River. El are cinci afluenți:
- North Fork,
- South Fork,
- West Fork,
- Middle (East) Fork
- Little Chena River

Pe cursul superior se află rezervația State Park. La nord de  Fairbanks, râul se ramifică în două brațuri și traversează o regiune cu ape termale care este o sursă de energie geotermică pentru Alaska. 